# Stade Montois football
Stade Montois Football là một câu lạc bộ bóng đá Pháp thành lập năm 1921. Đội có trụ sở tại thị trấn Mont-de-Marsan và sân vận động của đội là Stade de l'Argenté, nơi có sức chứa 6.000 khán giả. Kể từ mùa giải 2019-20, họ chơi ở Championnat National 3.

## Lịch sử

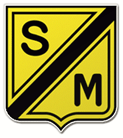
Logo cũ.

Stade Montois Football được thành lập vào năm 1921 với tư cách là bộ phận bóng đá liên kết của Câu lạc bộ Stade Montois Omnisports, một câu lạc bộ đa môn thể thao gồm 28 bộ phận, và rất nổi tiếng với đội bóng bầu dục.
Câu lạc bộ được bốn-lần vô địch liên tiếp của Division d'Honneur Tây Nam từ năm 1945 đến năm 1948, và kết quả là đã đủ điều kiện để chơi mùa đầu tiên củaChampionnat de France Amateur, cấp cao nhất của bóng đá nghiệp dư ở Pháp, vào mùa 1948-49. Họ đã đứng đầu nhóm phía tây, và tham gia vòng play-off cuối cùng của bốn đội, cuối cùng về thứ ba. Câu lạc bộ là những người tham gia thường xuyên ở cấp độ này cho đến khi bộ phận được tích hợp vào kim tự tháp bóng đá Pháp ở giải hạng 3 năm 1971. Họ đã xuống hạng từ Division 3 vào năm 1973. Năm 1978 họ được tham gia vào giải hạng tư mới được tạo ra của bóng đá Pháp, nơi họ ở lại cho đến khi được thăng hạng vào năm 1982. Họ vẫn ở cấp độ thứ ba cho đến khi FFF tổ chức lại giải đấu một lần nữa vào năm 1993, khi họ được đưa vào cấp độ thứ tư Championnat de France Amateur.
Năm 1996, câu lạc bộ đã hoàn thành vị trí đầu bảng B của National 2 và một lần nữa được thăng hạng lên hạng ba. Tuy nhiên, một cuộc cải tổ giải đấu khác khiến họ bị đưa trở lại cấp độ thứ tư, khi Championnat National tái cấu trúc từ hai nhóm thành một. Một mùa giải sau đó, họ bị xuống giải hạng năm, Championnat de France Am Nghiệp 2. Họ đã giành được thăng hạng như là nhà vô địch của nhóm của họ vào năm 2011 và đã chơi ở cấp độ thứ tư kể từ đó.
Câu lạc bộ đã lọt vào vòng 1/16 Coupe de France cuối cùng vào năm 1927 và đã đạt được 32 lần cuối cùng, lần gần nhất vào năm 1995.

## Danh hiệu
- Division Tây Nam: 1945, 1946, 1947, 1948, 1954, 1961, 1966
- Championnat de France Amateur (Đội nghiệp dư Premier): 1949 (Chiến thắng nhóm)
- Quốc gia 2 / Phân khu 4 (hạng bốn): 1996 (Chiến thắng nhóm), 1982 (Chiến thắng nhóm)
- Championnat de France Amateur 2 (hạng năm): 2011 (Người chiến thắng nhóm)

## Cựu cầu thủ đáng chú ý
- Jacques Foix
- Joel Bats
- Gaëtan Laborde